# Leucoptera andalusica
Leucoptera andalusica es una polilla de la familia Lyonetiidae que es endémica de la península ibérica.
Las larvas se alimentan de Chamaespartium tridentatum. Se extraen en los tallos o en las anchas alas a lo largo del tallo.
Los excrementos de la larva son de color verdoso.